# 라그나르 로드브로크
라그나르 로드브로크(고대 노르드어: Ragnarr Loðbrók→털반바지 라그나르)는 고대 노르드어 시가와 숱한 사가에 등장하는 바이킹 시대 전설적인 노르드인 지배자이자 영웅이다. 전설에 따르면, 라그나르는 덴마크와 스웨덴을 모두 자신의 영지로 삼았고, 프랑스와 잉글랜드를 공포에 떨게 한 재앙이었으며, 이바르 힌 베인라우시, 뵤른 야른시다, 할프단 라그나르손, 시구르드 오름이아우가, 우바 라그나르손의 아버지였다. 이 라그나르의 아들들은 역사상 인물이지만, 라그나르 본인은 실존 인물이었는지 불확실하다.
전설에 따르면, 라그나르는 세 번 결혼했다. 스캴드메르 라드게르타가 첫 번째, 귀족 여자 토라 보르가르효르트가 두 번째, 용살자 시구르드와 발키리 브륀힐드의 딸인 아슬라우그가 세 번째이다. 시구르드 흐링그의 아들이라고 한다. 라그나르는 왕이 되고서 수많은 정복과 약탈로 명성을 떨쳤는데 결국 숙적인 노섬브리아의 왕 엘라에게 잡혀 뱀굴에서 죽었다. 라그나르 아들들이 영국으로 쳐들어가 피튀기는 복수를 벌였는데, 그래서 일어난 게 바이킹의 이교도 대군세 원정이라고 한다.

## 바이킹 사가
털반바지 라그나르의 사가에 따르면, 라그나르는 스비아인의 왕 시구르드 흐링그의 아들이다.
헤르보르와 헤이드레크의 사가에서는, 발다르가 죽었을 때 그 아들 란드베르가 스비아인의 왕이 되고, 하랄드 블라톤이 데인인의 왕이 되었다고 한다. 하랄드는 할아버지 이바르 인 비드파드미의 영토를 정복했다. 란드베르가 죽자 란드베르의 아들 시구르드 흐링그가 스비아인의 왕이 되었고, 아마 하랄드에게 복속된 속국왕이 된 것 같다. 시구르드 흐링그는 하랄드 블라톤과 동고틀란드의 브라벨리르 벌판에서 맞붙어 싸웠고, 이 싸움에서 하랄드가 죽고 데인인 군세가 궤멸되었다. 시구르드는 770년경에서 804년경 죽을 때까지 스비아인의 왕과 데인인의 왕을 겸했다. 그리고 시구르드의 아들 라그나르 로드브로크가 두 왕위를 모두 물려받았다. 하랄드 블라톤의 아들 에위스테인 벨리가 라그나르의 속국왕으로서 스웨덴을 다스리다가 나중에 라그나르의 아들들에게 죽임을 당했다.

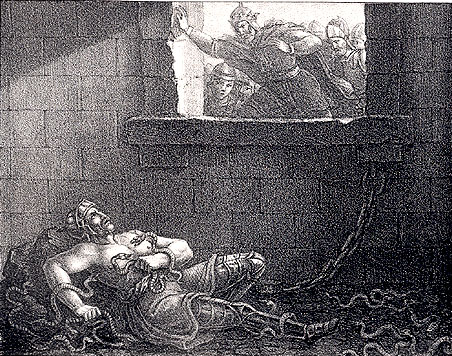
엘라가 라그나르를 죽이는 장면 (19세기 그림)

라그나르의 아들들의 사트르는 865년 이교도 대군세가 잉글랜드를 침공한 이야기를 다루고 있다. 이 군대를 이끈 것이 라그나르의 아들들이며, 침공 목적은 노섬브리아 왕 엘라가 라그나르를 붙잡아 죽인 것을 복수하기 위해서라고 한다.

## 프랑크인 측 기록
845년 바이킹들이 센강을 거슬러 올라와 파리를 약탈한 파리 포위전은 바이킹의 서프랑크 왕국 침공 사건이었다. 이때 바이킹측 지휘관을 맡은 노르드인 족장은 라틴어 이름이 "레긴헤루스(라틴어: Reginherus)", 즉 라그나르라고 기록되어 있다. 대개 이 라그나르를 노르드 사가 속의 인물 라그나르 로드브로크와 에멜무지로 동일시하곤 하는데, 그런 동일시가 얼마나 정확한 것인지는 역사가들 사이에 논쟁의 대상이다.
841년경 라그나르는 서프랑크인의 왕 카롤루스 2세 칼부스에게 프리지아 토르후트 땅을 봉읍으로 받았으나, 이후 왕의 총애를 잃으면서 땅도 잃었다. 그러자 라그나르의 바이킹들은 845년 센강을 거슬러 올라가며 루앙을 노략질했다. 파리 근교의 생드니 수도원까지 파괴되게 둘 수는 없다고 판단한 카롤루스 2세는 군세를 두 개로 나누어 각각 센 강의 양안에 배치했다. 라그나르는 2개의 프랑크인 군세 중 작은 쪽을 먼저 공격해 깨뜨리고, 포로로 잡은 프랑크인 111명을 센 강의 하중도에서 모조리 목을 매달았다. 이 집단 교수형은 노르드인의 신 오딘에게 제물을 바치는 것임과 동시에, 남은 프랑크인 병력에게 충격과 공포를 유발해 사기를 떨어뜨리기 위한 목적이기도 했다.
9세기에 대규모 바이킹 함대가 단순 노략질이 브리튼섬으로 쳐들어온 것을 이교도 대군세라고 하는데, 이 군세를 이끈 것이 라그나르의 아들들이며 라그나르가 노섬브리아 왕 엘라에게 살해(865년경)당한 것을 복수하기 위해 쳐들어갔다고 한다. 이교도 대군세의 지휘관은 이바르 힌 베이늘라우시, 우바, 뵤른 야른시다, 흐비트세르크, 시구르드 오름 이 아우가 형제들이라고 하는데, 이 형제들은 아버지라고 지목되는 라그나르와 달리 역사적 실존인물임이 확실하다.
865년-870년 사이에 이바르 힌 베이늘라우시가 이교도 대군세의 총사령관이었는데, 870년 이후 앵글로색슨 측 사료에서 이바르는 사라진다. 앵글로색슨 연대기작자 애설워드는 이바르가 870년 죽었다고 기록한다. 870년경 할프단 라그나르손이 총사령이 되어 웨식스 침공을 지도했다. 한편 데인인의 왕 바그세크가 이끄는 여름 대군세가 브리튼에 상륙하여 할프단의 군세가 고양되었다. 앵글로색슨 연대기에 따르면, 데인인들은 서색슨인들과 9회 전투를 치렀다. 그 중 하나가 871년 1월 8일의 애시다운 전투로, 이 전투에서 바그세크 왕이 죽었다. 할프단은 서색슨인의 새로운 왕 앨프레드와 휴전했다.
할프단은 871년경 바그세크의 뒤를 이어 유틀란드와 벤틀란트의 데인인의 왕이 되었다. 뵤른 야른시다는 865년경부터 웁살라의 스비아인의 왕이 되었다. 뵤른은 레필(Refil)과 에이리크라는 아들 두 명을 두었다. 에이리크가 뵤른 다음의 스비아인의 왕이 되었고, 레필의 아들 에이리크가 삼촌 에이리크의 다음 왕이 되었다. 시구르드 오름 이 아우가는 871년경 셸란섬을 비롯한 데인인 군도의 왕이 되었이며, 877년 형 할프단이 죽자 나머지 데인인 지역의 왕위도 물려받았다.

## 역사성

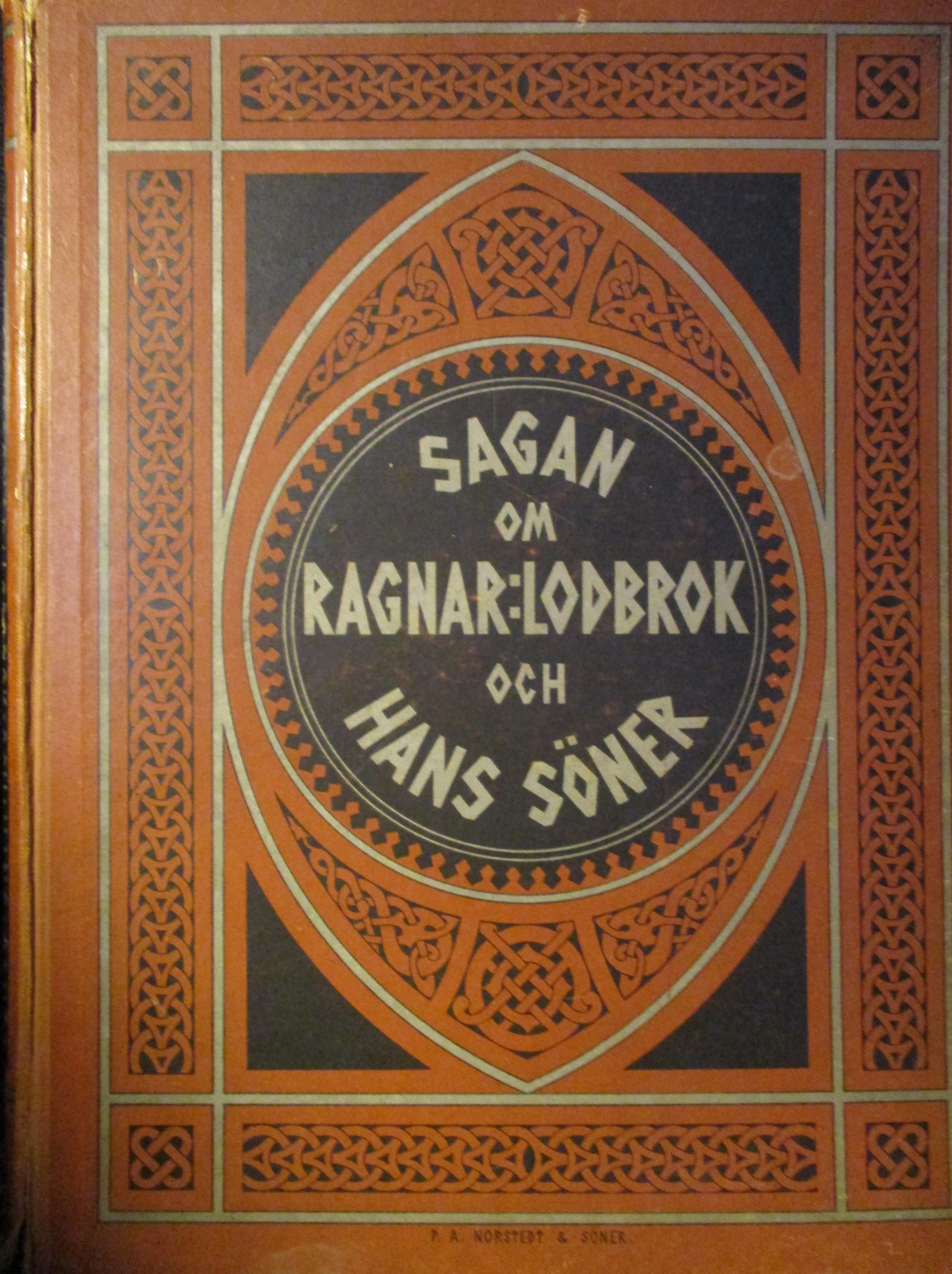
1880년 노르스테츠에서 출간한 대형판 《털반바지 라그나르의 사가》.

이바르 힌 베이늘라우시나 할프단 라그나르손 같은 아들들은 실존인물이 확실한 것으로 여겨지지만, 그들의 아버지인 라그나르의 실존성에 관한 의견은 찬반이 양분되어 있다. 힐다 엘리스 데이비드슨은 1979년에 “최근 몇몇 학자들은 라그나르의 이야기가 적어도 부분적으로는 역사적 사실에 기반하고 있다고 인정하고 있다”고 썼다. 반면 캐서린 홀먼(Katherine Holman)은 2003년에 “비록 그 아들들은 실존인물이지만, 라그나르 본인은 그런 사람이 살았다는 증거조차 찾을 수 없으며, 여러 역사적 인물들과 문학적 창작이 뒤섞여 만들어진 아말감적 인물일 것”이라고 했다.
전통적 문헌들을 총집해 보면 라그나르의 행적은 다음과 같이 요약된다.
- 세 번 결혼했다. 순서대로 각각 스캴드메르 라드게르타, 귀족영애 토라 보르가르효르트, 그리고 용살자 시구르드와 발퀴리아 브륀힐드의 딸 아슬라우그
- 이바르 힌 베이늘라우시, 뵤른 야른시다, 할프단 라그나르손, 흐비트세르크 라그나르손, 시구르드 오름 이 아우가, 우바 라그나르손 등 바이킹 군벌의 아버지이다. 이 아들들은 일단 실존인물임이 확실하다.[10]
- 노섬브리아 왕 엘라에게 붙잡혀 뱀 굴에 던져져 죽었다.
- 라그나르의 아들들은 이교도 대군세를 일으켜 아버지의 복수를 명분으로 노섬브리아 뿐 아니라 앵글로색슨 잉글랜드를 휩쓸고 다녔다.[10]

라그나르가 등장하는 중세 사료들 중 중요한 것들은 다음과 같다.
- 12세기 덴마크의 기독교도 연대기작자 삭소 그라마티쿠스가 쓴 《데인인의 사적》 제9책
- 포르날다르 사가의 일종인 《라그나르의 아들들의 사트르》
- 《볼숭 일족의 사가》의 속편인 《털반바지 라그나르의 사가》
- 9세기 사람 브라기 보다손이 썼다는 스칼드 시가의 파편인 〈라그나르의 송가〉
- 12세기 스코틀랜드에서 쓰여진 스칼드 시가인 〈크라카가 말하기를〉

삶의 일부만이 이렇게 여러 문헌에 파편적으로 서술된 전설적 인물로서 라그나르의 역사성은 쉽게 판단하기 어렵다.
데이비드슨은 삭소의 《데인인의 사적》 해제에서, 삭소가 《사적》 제9권에서 라그나르의 전설을 다룬 것은 라그나르라는 한 왕의 치세에 일어났다는 여러 혼란스럽고 상호모순되는 사건들에 관한 정보를 어떻게 하나로 정리해 보려고 시도했기 때문이라고 논한다. 그렇기 때문에 《사적》에서 라그나르가 행했다고 전해지는 많은 행위들이 다른 문헌들을 통해 역사성이 보다 확실한 다양한 인물들에게서 비롯된 것으로 지목해 볼 수 있다. 이런 "역사적 라그나르"들의 사례는 다음과 같다.
- 845년 센강을 거슬러 올라와 파리를 노략질한 라그나르(라틴어: Reginherus 레긴헤루스[*], 고대 노르드어: Ragnarr)
- 데인인의 왕 호리크 1세(854년 몰)
- 데인인의 왕 레긴프리드(814년 몰). 덴마크의 일부만 통치했으며, 공동왕인 하랄드 클라크와 분쟁했다.
- 아일랜드 편년사들에 등장하는 로근발드 에위스테인손

전설적 인물 라그나르와 위 "역사적 라그나르"들 사이에 확고한 연결점을 만드는 시도는 현재로서 성공적이지 못하다. 수많은 기록들을 조화시키고 연대학에 일치시키는 것이 무척 어렵기 때문이다. 하지만 어쨌든 라그나르(또는 그 유사한 이름)의 바이킹 영웅이 있어서 9세기 중반 유럽을 노략질했고 그 아들들은 실존인물임이 확실하다는, 전승의 핵심 내용들은 《앵글로색슨 연대기》를 비롯한 믿을 수 있는 사료들을 통해 확인된다.

## 족보
|  |                   |  |  |  |  |  |  |  |  |  |  |  |  |  |  |  |
|  | 증조부 라드바르드 |  |  |  |  |  |  |  |  |  |  |  |  |  |  |  |
|  |                   |  |  |  |  |  |  |  |  |  |  |  |  |  |  |  |
|  |                   |  |  |  |  |  |  |  |  |  |  |  |  |  |  |  |
|  | 조부 란드베르     |  |  |  |  |  |  |  |  |  |  |  |  |  |  |  |
|  |                   |  |  |  |  |  |  |  |  |  |  |  |  |  |  |  |
|  |                   |  |  |  |  |  |  |  |  |  |  |  |  |  |  |  |
|  | 고외조모 가우틸드 |  |  |  |  |  |  |  |  |  |  |  |  |  |  |  |
|  |                   |  |  |  |  |  |  |  |  |  |  |  |  |  |  |  |
|  |                   |  |  |  |  |  |  |  |  |  |  |  |  |  |  |  |
|  | 증조모 아우드     |  |  |  |  |  |  |  |  |  |  |  |  |  |  |  |
|  |                   |  |  |  |  |  |  |  |  |  |  |  |  |  |  |  |
|  |                   |  |  |  |  |  |  |  |  |  |  |  |  |  |  |  |
|  | 고외조부 이바르   |  |  |  |  |  |  |  |  |  |  |  |  |  |  |  |
|  |                   |  |  |  |  |  |  |  |  |  |  |  |  |  |  |  |
|  |                   |  |  |  |  |  |  |  |  |  |  |  |  |  |  |  |
|  | 아버지 시구르드   |  |  |  |  |  |  |  |  |  |  |  |  |  |  |  |
|  |                   |  |  |  |  |  |  |  |  |  |  |  |  |  |  |  |
|  |                   |  |  |  |  |  |  |  |  |  |  |  |  |  |  |  |
|  | 증외조부 구드뢰드 |  |  |  |  |  |  |  |  |  |  |  |  |  |  |  |
|  |                   |  |  |  |  |  |  |  |  |  |  |  |  |  |  |  |
|  |                   |  |  |  |  |  |  |  |  |  |  |  |  |  |  |  |
|  | 조모 잉길드       |  |  |  |  |  |  |  |  |  |  |  |  |  |  |  |
|  |                   |  |  |  |  |  |  |  |  |  |  |  |  |  |  |  |
|  |                   |  |  |  |  |  |  |  |  |  |  |  |  |  |  |  |
|  | 라그나르          |  |  |  |  |  |  |  |  |  |  |  |  |  |  |  |
|  |                   |  |  |  |  |  |  |  |  |  |  |  |  |  |  |  |
|  |                   |  |  |  |  |  |  |  |  |  |  |  |  |  |  |  |
|  | 외조부 간달프     |  |  |  |  |  |  |  |  |  |  |  |  |  |  |  |
|  |                   |  |  |  |  |  |  |  |  |  |  |  |  |  |  |  |
|  |                   |  |  |  |  |  |  |  |  |  |  |  |  |  |  |  |
|  | 어머니 알프힐드   |  |  |  |  |  |  |  |  |  |  |  |  |  |  |  |
|  |                   |  |  |  |  |  |  |  |  |  |  |  |  |  |  |  |
|  |                   |  |  |  |  |  |  |  |  |  |  |  |  |  |  |  |
|  | 외증외조부 알프   |  |  |  |  |  |  |  |  |  |  |  |  |  |  |  |
|  |                   |  |  |  |  |  |  |  |  |  |  |  |  |  |  |  |
|  |                   |  |  |  |  |  |  |  |  |  |  |  |  |  |  |  |
|  | 외조모 가우틸드   |  |  |  |  |  |  |  |  |  |  |  |  |  |  |  |
|  |                   |  |  |  |  |  |  |  |  |  |  |  |  |  |  |  |
|  |                   |  |  |  |  |  |  |  |  |  |  |  |  |  |  |  |
|  | 외증외조모 귀리타 |  |  |  |  |  |  |  |  |  |  |  |  |  |  |  |
|  |                   |  |  |  |  |  |  |  |  |  |  |  |  |  |  |  |
|  |                   |  |  |  |  |  |  |  |  |  |  |  |  |  |  |  |

## 대중 문화
영화와 TV
- 라그나르 로스브로크(트래비스 피멀 역)는 2013년에 방영한 히스토리 채널의 역사 드라마 《바이킹스》의 주인공이다.

게임
- 2001년에 발매한 《문명 III》의 확장팩 《플레이 더 월드》에서 스칸디나비아로 플레이 시에 라그나르가 지도자로 등장한다.
- 2002년에 발매한 《미디블: 토탈워》의 확장팩 《바이킹 인베이젼》에서 8세기 후반과 9세기 초 사이를 군림하는 바이킹들의 첫 번째 왕에 라그나르가 포함되어있다.
- 2005년에 발매한 《문명 IV》의 확장팩 《워로드》에서 바이킹 문명으로 플레이 시에 라그나르가 지도자로 등장한다.
- 2012년에 발매한 《크루세이더 킹즈 II》의 확장팩 《샤를마뉴 dlc》(2014년 출시)에서 어린 시절로 등장한다.

스포츠
- 라그나르는 NFL 팀 미네소타 바이킹스의 마스코트이다.

## 같이 보기
- 사고코눙가르

## 참고 자료
- Saxo Grammaticus (1980) [1979].  Davidson, Hilda Roderick Ellis, 편집. Gesta Danorum [Saxo Grammaticus: The history of the Danes: books I–IX]. 1 & 2. Translated by Peter Fisher. Cambridge: D. S. Brewer. Chapter introduction commentaries. ISBN 978-0-85991-502-1.
- Harrison, Mark (1993). “Viking Hersir 793-1066 AD”. Osprey Publishing. ISBN 978-1-85532-318-6.
- Holman, Katherine (2003). Historical dictionary of the Vikings. Lanham, Maryland: Scarecrow Press. ISBN 978-0-8108-4859-7.
- Magnusson, Magnus (2008). The Vikings: Voyagers of Discovery and Plunder. Osprey Publishing. ISBN 978-1-84603-340-7.
- Sögubrot af nokkrum fornkonungum. c. 1200.
- Kohn, George C (2006). Dictionary of Wars. ISBN 978-1-4381-2916-7.

| 전임 시구르드 흐링그 | 제51대 데인인의 왕 | 후임 시바르두스 3세 |

| 전임 시구르드 흐링그 | 스비아인의 왕 | 후임 에위스테인 벨리 |